# Stadio MOSiR Bystrzyca
Lo Stadio MOSiR Bystrzyca (in polacco Stadion MOSiR Bystrzyca) è uno stadio della città polacca Lublino di proprietà dello stato. È utilizzato principalmente per lo speedway.
È intitolato al fiume Bystrzyca, che bagna Lublino.